# Juncus maritimus
Espèce
Classification phylogénétique
Juncus maritimus, en français Jonc maritime, est une espèce de plantes du genre Juncus et de la famille des joncacées poussant dans les milieux humides ou aquatiques.

## Taxonomie
Juncus maritimus comprend plusieurs sous-espèces et variétés distinctes :
- Juncus maritimus arabicus ;
- Juncus maritimus atlanticus ;
- Juncus maritimus australiensis ;
- Juncus maritimus biancae ;
- Juncus maritimus congestus ;
- Juncus maritimus pseudoacutus ;
- Juncus maritimus rigidus ;
- Juncus maritimus socotranus.

## Description

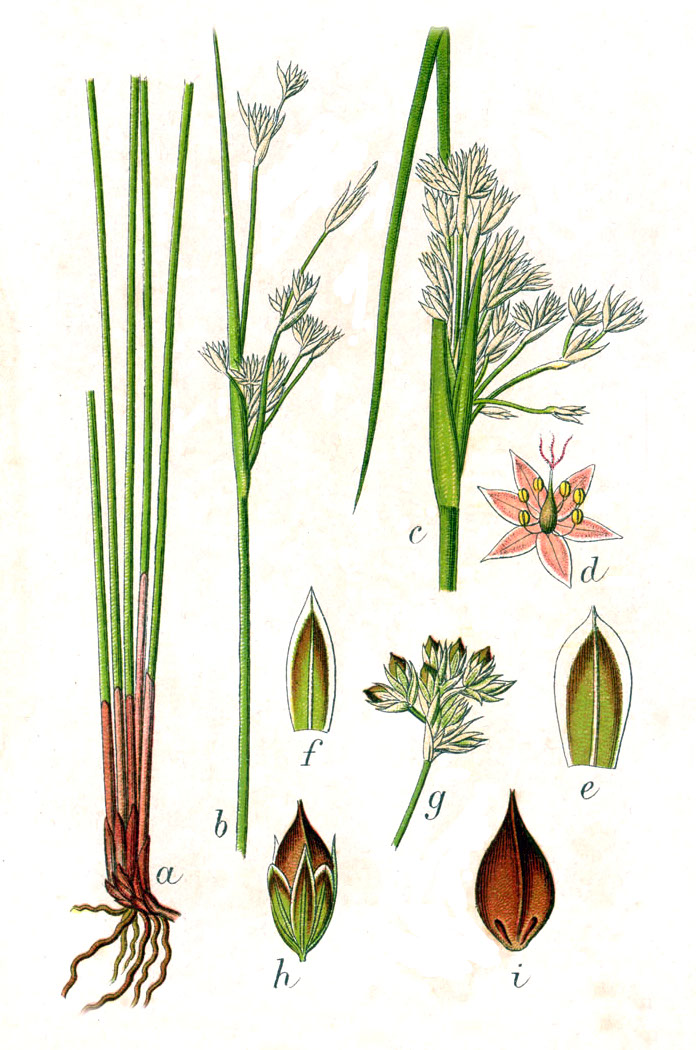
Description de l'espèce

La floraison a lieu de mai à juillet.